# Zeccone
Zeccone (Scón in dialetto pavese) è un comune italiano di 1 702 abitanti della provincia di Pavia in Lombardia. Si trova nel Pavese settentrionale, nella pianura tra l'Olona e il Naviglio Pavese.

## Storia
È possibile che la località fosse abitata dall'Alto Medioevo. Nel gennaio 1869 casualmente avvenne la scoperta di un tesoretto di monili e di monete del secolo V: esse furono studiate dal Brambilla e si trovano nel Museo Civico del castello Visconteo di Pavia. Il nome di Zeccone (Zacono) compare la prima volta in un diploma del vescovo Bernardo I, concesso il 18 maggio 1129 a favore della canonica di San Giovanni Domnarum di Pavia, dal quale risulta che quei canonici vi possedevano circa 200 pertiche di terra. Successivamente appartenne, con l'attuale frazione Villareggio, al vicariato di Settimo, insieme al territorio dell'attuale comune di Bornasco in cui si trovava il capofeudo Settimo. Nel 1396 Gian Galeazzo Visconti donò molti fondi agricoli situati a Zeccone alla Certosa di Pavia. Nel 1441 il Vicariato di Settimo fu infeudato al condottiero visconteo Guido Torelli, restando ai suoi discendenti. Nel 1539 Marsilio Torelli si accordò con i parenti, tenendo per sé la totalità del feudo di Zeccone e Villareggio, col titolo di Contea, che separò le sorti dal resto del Vicariato. Nel 1688 un discendente di Marsilio cedette Zeccone al parente Gian Antonio Torelli, marchese di Casei, ai cui discendenti rimase fino alla fine del feudalesimo (1797). Nel 1871 venne aggregato a Zeccone il soppresso comune di Villareggio.
Tra il 1928 e il 1946 il comune di Zeccone fu soppresso e aggregato a Bornasco. Nel 1947 Zeccone ritornò ad essere comune autonomo. Primo sindaco nel 1949 fu eletto il generale Ambrogio Clerici.
Fino agli anni 1950-60, la popolazione era prevalentemente dedita all'agricoltura; in seguito alla riduzione della manodopera necessaria ad attività agricole, i contadini a mezzadria si sono trasformati in operai, trovando lavoro nella vicina città di Pavia, a Milano oppure presso gli stabilimenti della Certosa di Pavia.
- Villareggio (CC M005), noto come Villa Regia nel XII secolo, appartenne al Vicariato di Settimo, infeudato ai Torelli come Zeccone. Antica villa regia teodoriciana e longobarda, come indica il nome latino "Villaregia", conservò fino a tempi recentissimi la lastra tombale marmorea di Severino Boezio. Fra le terre più floride tra Pavia e Milano, nel 1181, pagava al comune di Pavia, per tassa di fodro e giogatico, la rilevante somma di soldi 315, la più alta tassazione dopo quella di Porto Morone, che era la maggiore. Nel XVIII secolo invece risulta infeudato ai Beccaria (signori anche di Gualdrasco). Nel 1871 il comune fu soppresso e unito a Zeccone.

### Simboli
Lo stemma e il gonfalone sono stati concessi con D.P.R. dell'8 settembre 2000.
Il gonfalone è un drappo rettangolare di giallo.

## Società

### Evoluzione demografica
Abitanti censiti